# Terry Reintke
Theresa Reintke (født 9. maj 1987 i Gelsenkirchen) er en tysk politiker, der siden 2014 har været medlem af Europa-Parlamentet fra Tyskland. Hun blev medformand for Gruppen De Grønne/Den Europæiske Fri Alliance i Europa-Parlamentet i 2022. Nationalt er hun er medlem af Bündnis 90/Die Grünen. Fra 2011 til 2013 var hun talsmand for Federation of Young European Greens.

## Tidlige liv og uddannelse
Reintke er født og opvokset i Gelsenkirchen. Hun har studeret statskundskab ved Otto-Suhr-Institut ved Det Freie Universität Berlin, hvor hendes afhandling handlede om "Lokale NGO'er og seksualiseret vold i Balkan-konflikterne". Hun har arbejdet som rådgiver i Forbundsdagen for parlamentsmedlem Ulrich Schneider (de).

## Politisk karriere
Reintke var medlem af bestyrelsen for German Green Youth fra 2008 til 2009, og var fra 2011 til 2013 talsmand for Federation of Young European Greens.
Reintke blev valgt til Europa-Parlamentet ved valget i 2014.

## Privatliv
Reintke bor i Bruxelles i et forhold med Mélanie Vogel.